# TMEM120A
TMEM120A (англ. Transmembrane protein 120A) – білок, який кодується однойменним геном, розташованим у людей на 7-й хромосомі. Довжина поліпептидного ланцюга білка становить 343 амінокислот, а молекулярна маса — 40 610.
| 10         |  | 20         |  | 30         |  | 40         |  | 50         |
| ---------- |  | ---------- |  | ---------- |  | ---------- |  | ---------- |
| MQPPPPGPLG |  | DCLRDWEDLQ |  | QDFQNIQETH |  | RLYRLKLEEL |  | TKLQNNCTSS |
| ITRQKKRLQE |  | LALALKKCKP |  | SLPAEAEGAA |  | QELENQMKER |  | QGLFFDMEAY |
| LPKKNGLYLS |  | LVLGNVNVTL |  | LSKQAKFAYK |  | DEYEKFKLYL |  | TIILILISFT |
| CRFLLNSRVT |  | DAAFNFLLVW |  | YYCTLTIRES |  | ILINNGSRIK |  | GWWVFHHYVS |
| TFLSGVMLTW |  | PDGLMYQKFR |  | NQFLSFSMYQ |  | SFVQFLQYYY |  | QSGCLYRLRA |
| LGERHTMDLT |  | VEGFQSWMWR |  | GLTFLLPFLF |  | FGHFWQLFNA |  | LTLFNLAQDP |
| QCKEWQVLMC |  | GFPFLLLFLG |  | NFFTTLRVVH |  | HKFHSQRHGS |  | KKD        |

A: Аланін

C: Цистеїн

D: Аспарагінова кислота

E: Глутамінова кислота

F: Фенілаланін

G: Гліцин

H: Гістидин

I: Ізолейцин

K: Лізин

L: Лейцин

M: Метіонін

N: Аспарагін

P: Пролін

Q: Глутамін

R: Аргінін

S: Серин

T: Треонін

V: Валін

W: Триптофан

Задіяний у такому біологічному процесі, як альтернативний сплайсинг. 
Локалізований у ядрі, мембрані.